# Công lập
Trường công lập là loại hình trường học do Nhà nước, Trung ương hay cấp Địa phương đứng ra đầu tư về kinh tế. Các khoản kinh phí và cơ sở vật chất đều hoạt động chủ yếu từ kinh phí công. Tức là các nguồn tài chính công hoặc các khoản đóng góp phi lợi nhuận.